# Benoît Assou-Ekotto
Benoît Assou-Ekotto (Arras (Frankrijk), 24 maart 1984) is een Frans-Kameroens voormalig profvoetballer die doorgaans als verdediger speelde. Hij sloot zijn carrière in juni 2018 af bij FC Metz. Dat lijfde hem in augustus 2016 transfervrij in nadat zijn contract bij AS Saint-Étienne afgelopen was. Assou-Ekotto debuteerde in 2009 in het Kameroens voetbalelftal. Hij is een jongere broer van Mathieu Assou-Ekotto.

## Carrière
Assou-Ekotto begon bij ASPTT Arras en genoot zijn opleiding bij het Franse RC Lens. Hij maakte zijn debuut in de hoofdmacht op 28 maart 2004, in de met 1–0 gewonnen wedstrijd tegen Paris Saint-Germain. In het seizoen 2005/06 speelde hij 34 van de 38 competitiewedstrijden. In de zomer van 2006 verhuisde hij naar Premier League-club Tottenham Hotspur. Op 2 september 2013 werd Assou-Ekotto voor een seizoen uitgeleend aan Queens Park Rangers FC. Op 2 februari 2015 werd zijn contract ontbonden nadat hij al geruime tijd niet meer met het eerste team mocht trainen. Hij tekende in juli 2015 een contract tot medio 2016 bij AS Saint-Étienne. In 2016 ging hij voor FC Metz spelen.

## Clubstatistieken
| Seizoen | Club                  | Competitie     | Duels | Goals |
| ------- | --------------------- | -------------- | ----- | ----- |
| 2003/04 | RC Lens               | Ligue 1        | 3     | 1     |
| 2004/05 | RC Lens               | Ligue 1        | 38    | 0     |
| 2005/06 | RC Lens               | Ligue 1        | 26    | 0     |
| 2006/07 | Tottenham Hotspur     | Premier League | 16    | 0     |
| 2007/08 | Tottenham Hotspur     | Premier League | 1     | 0     |
| 2008/09 | Tottenham Hotspur     | Premier League | 29    | 0     |
| 2009/10 | Tottenham Hotspur     | Premier League | 30    | 1     |
| 2010/11 | Tottenham Hotspur     | Premier League | 30    | 0     |
| 2011/12 | Tottenham Hotspur     | Premier League | 34    | 2     |
| 2012/13 | Tottenham Hotspur     | Premier League | 15    | 1     |
| 2013/14 | → Queens Park Rangers | Championship   | 31    | 0     |
| 2014/15 | Tottenham Hotspur     | Premier League | 0     | 0     |
| 2015/16 | AS Saint-Étienne      | Ligue 1        | 20    | 0     |
| 2016/17 | FC Metz               | Ligue 1        | 18    | 0     |
| 2017/18 | FC Metz               | Ligue 1        | 13    | 0     |
| Totaal  | Totaal                | Totaal         | 304   | 5     |